# Nežno usmiljenje
Nežno usmiljenje (angleško Tender Mercies) je ameriški dramski film iz leta 1983, ki ga je režiral Bruce Beresford po scenariju Hortona Footea. Zgodba prikazuje Maca Sledgea, ozdravljenega alkoholika in country pevca, ki poskuša popraviti svoje življenje preko zveze z mlado vdovo in njenim sinom v ruralnem Teksasu. Robert Duvall igra vlogo Maca, v stranskih vlogah pa nastopajo Tess Harper, Betty Buckley, Wilford Brimley, Ellen Barkin in Allan Hubbard.
Snemanje je večinoma potekalo v mestecu Waxahachie v Teksasu. Duvall, ki je sam odpel pesmi, se je vozil po zvezni državi in snemal različna narečja v pripravi za vlogo. Film je bil premierno prikazan 4. marca 1983 v omejenem številu ameriških kinematografov. Ob minimalnem oglaševalskem vložku je dosegel skromen finančni uspeh, vseeno pa je naletel na dobre ocene kritikov. Na 56. podelitvi je bil nominiran za oskarja v petih kategorijah, tudi za najboljši film, prejel pa nagradi za najboljšega igralca (Duvall) in izvirni scenarij. Duvall je prejel tudi zlati globus za najboljšega igralca v dramskem filmu, film je ob tem prejel še štiri nominacije, tudi za najboljši dramski film.

## Vloge
- Robert Duvall kot Mac Sledge
- Tess Harper kot Rosa Lee
- Betty Buckley kot Dixie
- Wilford Brimley kot Harry
- Ellen Barkin kot Sue Anne
- Allan Hubbard kot Sonny
- Lenny Von Dohlen kot Robert
- Paul Gleason kot poročevalec
- Michael Crabtree kot Lewis Menefee
- Norman Bennett kot Reverend Hotchkiss